# Шелохановка
Шелоха́новка (бел. Шалаханаўка) — деревня в составе Ленинского сельсовета Горецкого района Могилёвской области Республики Беларусь.

## Население
- 1999 год — 80 человек
- 2010 год — 53 человека